# NGC 1337
NGC 1337 é uma galáxia espiral barrada (SBc) localizada na direcção da constelação de Eridanus. Possui uma declinação de -08° 23' 18" e uma ascensão recta de 3 horas, 28 minutos e 05,6 segundos.
A galáxia NGC 1337 foi descoberta em 10 de Novembro de 1885 por Lewis A. Swift.